# Parafia św. Stanisława Biskupa Męczennika we Franknowie
Parafia świętego Stanisława Biskupa Męczennika we Franknowie – parafia rzymskokatolicka znajdująca się w archidiecezji warmińskiej, w dekanacie Lidzbark Warmiński.